# Hanshin Contents Link
A Hanshin Contents Link (株式会社阪神コンテンツリンク) japán szolgáltatóipari vállalat, a Hanshin Electric Railway teljes tulajdonú leányvállalata, a japán Billboard magazin és koncertterem-hálózat üzemeltetője.

## Története
A céget 1989. szeptember 1-jén alapították Hanshin Blue Note Co., Ltd. (阪神ブルーノート設立) néven, az oszakai Blue Note Jazz Club üzemeltetésére. 1990 márciusában megalapítják a Hanshin Entertainment International Co., Ltd. (阪神エンタテインメントインタナショナル) céget. 2002 áprilisában a Hanshin Blue Note Co., Ltd. és a Hanshin Entertainment International Co., Ltd. összevonásával megszületik a Hanshin Contents Link Co., Ltd. (株式会社阪神コンテンツリンク). 2003 februárjában beolvasztják a cégbe a Hanshin Transportation Companyt (阪神交通社).

## Fő tevékenységei

### Tigers-ai
A vállalat felelős a Hanshin Tigers profi baseballcsapat televíziós mérkőzéseinek közvetítéséért, a csapattal kapcsolatos ajándéktárgyak értékesítéséért, illetve a promóciós anyagok felügyeletéért.

### Hanshin Agency
A Hanshin Agency (阪神エージェンシー) a Hanshin Electric Railway reklám és hirdetési ügynöksége, mely a Hanshin kósinen stadion és a Hanshin Electric Railway vonatszerelvényein található hirdetési felületek kiadásáért felelős.

### Billboard Live
A vállalat 2006. augusztus 24-én exkluzív jogot vásárolt a Verenigde Nederlandse Uitgeverijentől a Billboard márkanév Japán területén belüli használatára. 2007 augusztusában Billboard Live (ビルボードライブ) néven koncerttermet nyitottak Tokióban, Oszakában és Fukuokában. Az oszakai és a fukuokai koncertterem egy-egy Blue Note Jazz Clubot váltott, a fukuokait 2009 augusztusában bezárták.
Később „Billboard-japan.com” tartománynéven létrehozták a „Billboard.com” japán változatát.

#### Billboard Records
2011-ben Billboard Records (ビルボード・レコード) néven lemezkiadót alapítottak. Első kiadványuk a Nona Reves Choice című feldolgozásalbuma volt.